# Mychonia flexilinea
Mychonia flexilinea är en fjärilsart som beskrevs av W. Warren 1907. Mychonia flexilinea ingår i släktet Mychonia och familjen mätare. Inga underarter finns listade i Catalogue of Life.